# HK Schachzjor Salihorsk

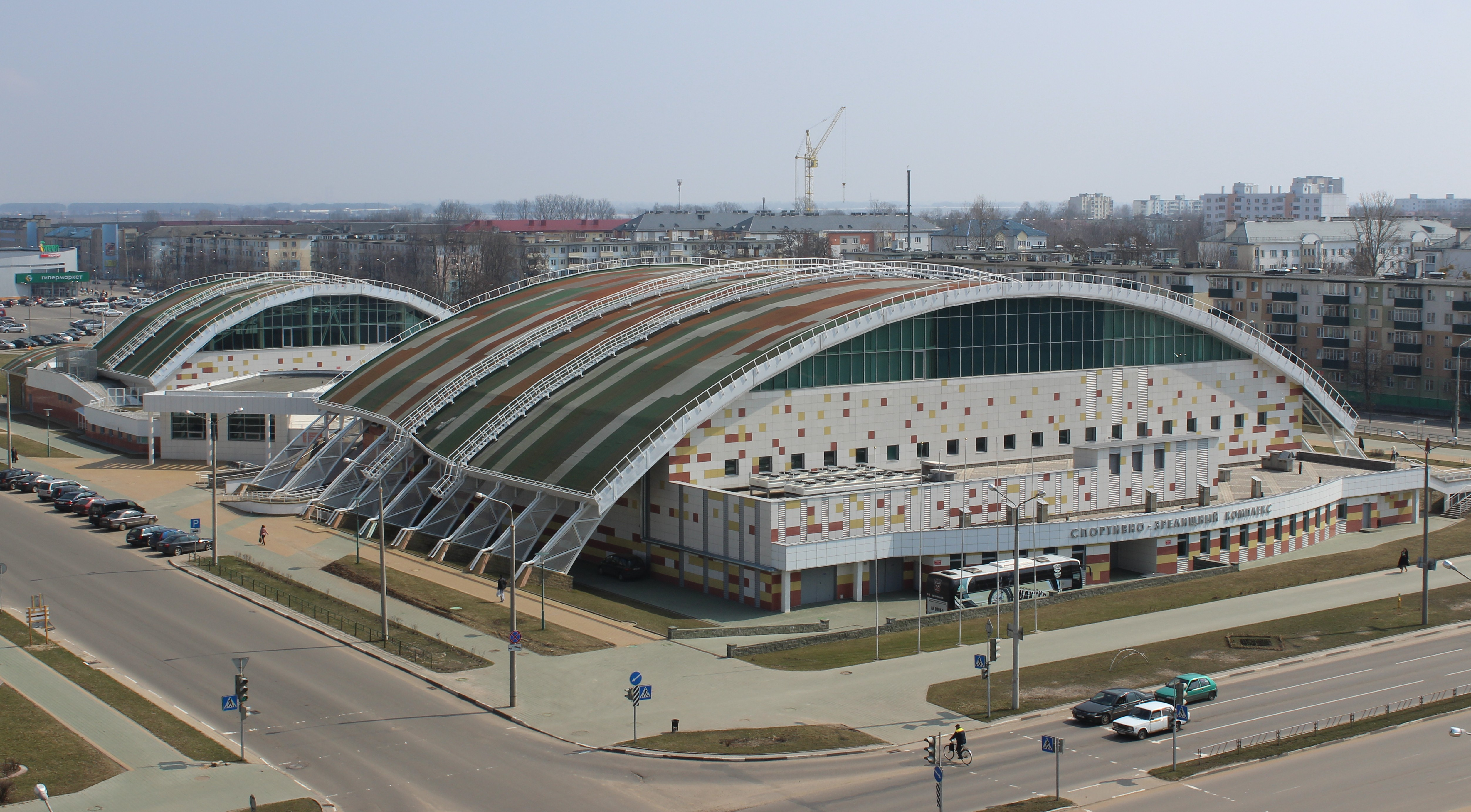
Der Eis-Palast von Salihorsk, Spielstätte des HK Schachzjor Salihorsk

Der HK Schachzjor Salihorsk (belarussisch ХК Шахцёр Салігорск, russisch ХК Шахтёр Солигорск/HK Schachtjor Soligorsk) ist ein belarussischer Eishockeyverein aus Salihorsk, der 2009 gegründet wurde. Er nimmt am Spielbetrieb der belarussischen Extraliga teil.
In der ersten Saison nach der Gründung erreichte die Mannschaft auf Anhieb das Playoff-Finale der belarussischen Extraliga, in dem die Mannschaft dem späteren Meister HK Junost Minsk in einer sieben Spiele umfassenden Serie unterlag. Dieser Erfolg wurde durch die Kooperation mit dem HK Dinamo Minsk aus der Kontinentalen Hockey-Liga ermöglicht. 2010 wurde die Zusammenarbeit jedoch beendet. In der Spielzeit 2015 gewann der Klub durch eine glatte 4:0-Finalserie gegen den HK Junost Minsk erstmals die belarussischen Meisterschaft. In der folgenden Spielzeit erreichte der Klub noch einmal das Play-off-Finale, in dem er Junost Minsk mit 1:4 unterlag.

## Bekannte Spieler
- Andrej Antonau
- Andrej Baschko
- Szjapan Haratscheuskich
- Dsmitryj Mjaleschka
- Jurij Nawarenko
- Mika Oksa
- Wadsim Suschko
- Aljaksandr Syrej
- Wjatscheslaw Below